# 야하타촌 (후쿠오카현 지쿠시군)
야하타촌(八幡村)은 후쿠오카현 지쿠시군에 있던 촌이다. 현재의 후쿠오카시 주오구와 미나미구의 일부에 해당한다.

## 역사
- 1889년 4월 1일 - 정촌제 시행에 수반해 나카군 야하타촌이 성립하였다.
- 1896년 4월 1일 - 미카사군 무시루다군과 합병해 지쿠시군이 되었다.
- 1926년 4월 1일 - 후쿠오카시에 편입되었다.